# یولیا دویمویتس
جولیا دوجمویتس (زاده ۱۲ ژوئن ۱۹۸۷) اسنوبردباز اهل اتریش می‌باشد. وی در بازی‌های المپیک زمستانی ۲۰۱۴ موفق به کسب نشان طلا شد.